# Antje Grothus

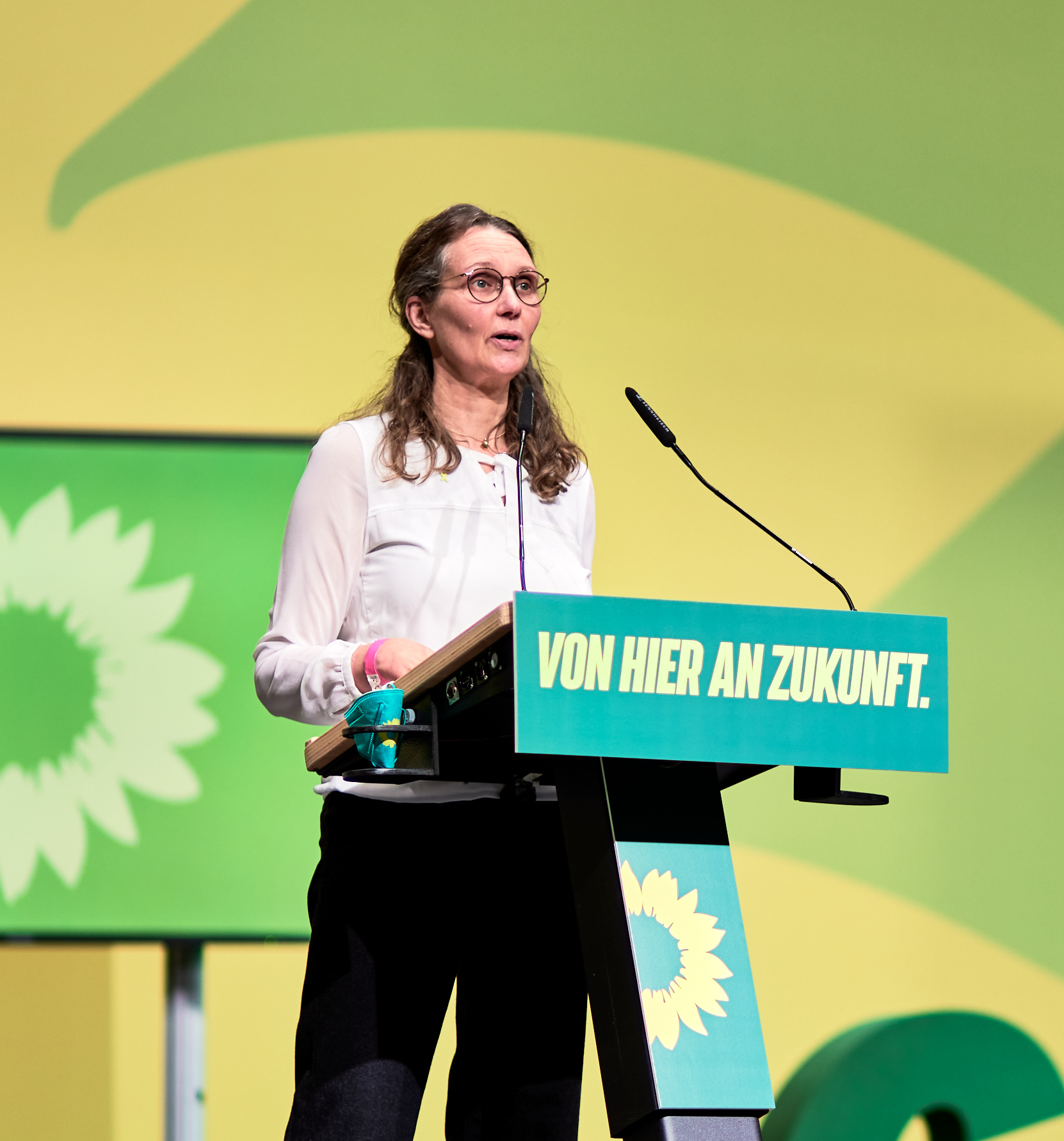
Antje Grothus bei ihrer Bewerbung als Landtagskandidatin (2021)

Antje Grothus (* 29. Februar 1964 in Bochum) ist eine deutsche Umweltschützerin, Politikerin (Bündnis 90/Die Grünen) und seit dem 1. Juni 2022 Abgeordnete im Landtag von Nordrhein-Westfalen.

## Leben
Grothus verbrachte ihre Jugend in Duisburg, machte 1983 ihr Abitur und begann anschließend ein Studium der Ökotrophologie an der Rheinischen Friedrich-Wilhelms Universität Bonn, das sie 1992 als Diplom-Ökotrophologin abschloss. Bis 2015 arbeitete sie freiberuflich als Dozentin im Bereich Ernährungswissenschaft, seitdem ist sie als Referentin und Beraterin für Kohleausstieg sowie nachhaltigen Strukturwandel tätig.
Grothus engagiert sich in der Bürgerinitiative Buirer für Buir, die sich für den Schutz von Kultur und Umwelt im rheinischen Braunkohlegebiet einsetzt. Sie setzte sich aktiv gegen die Rodung des Hambacher Forstes ein. Im Juni 2018 wurde sie zur Vertreterin der Betroffenen aus der rheinischen Braunkohleregion in die Kommission für Wachstum, Strukturwandel und Beschäftigung der deutschen Bundesregierung („Kohlekommission“) gewählt. Als Gesprächspartnerin trat Grothus in Nachrichtensendungen und im Herbst 2018 in Talksendungen wie Anne Will und Maybrit Illner auf.
Von 2017 bis 2022 war sie Koordinatorin Kohlepolitik NRW bei der Klima-Allianz Deutschland.
Grothus lebt seit 1994 im Kerpener Ortsteil Buir und hat drei Töchter.

## Politik
2021 trat Antje Grothus Bündnis 90/Die Grünen bei.
Sie kandidierte für die Landtagswahl in Nordrhein-Westfalen 2022 und wurde als Direktkandidatin im Wahlkreis Rhein-Erft-Kreis II aufgestellt. Bei der Wahl am 15. Mai 2022 verpasste sie mit 18,4 % der Stimmen das Direktmandat, konnte jedoch über Platz 13 der Grünen-Reserveliste in den Landtag einziehen.

## Auszeichnungen
- MUT-Medaille der Tierschutzpartei (2019)
- EuroNatur-Preis (2022)